# Un fenomen televisiu
Un fenomen televisiu (títol original en anglès, Television Event) és un documental de producció estatunidenca i australiana del 2020, dirigit i produït per Jeff Daniels. Tracta sobre la realització i l'estrena de The Day After, una pel·lícula dirigida per Nicholas Meyer, que va girar al voltant d'una guerra nuclear i que va ser controvertida a l'estrena. S'ha doblat al català per al programa Sense ficció de TV3, que va estrenar-lo l'1 d'abril de 2025.
Es va estrenar al festival de cinema Doc NYC l'11 de novembre de 2020.